# John C. Gifford Arboretum
El John C. Gifford Arboretum es un arboreto y jardín botánico localizado en la parte noroeste del campus de la Universidad de Miami en Coral Gables, Florida en los  Estados Unidos.
El arboreto John C. Gifford Arboretum aún no es miembro del "Botanic Gardens Conservation International" (BGCI).

## Localización
John C. Gifford Arboretum, Universidad de Miami, Departamento de Biología, 1301 Memorial Drive, Coral Gables, Miami-Dade county Florida FL 33146 United States of America-Estados Unidos de América
Planos y vistas satelitales.25°43′12.82″N 80°16′18.81″O / 25.7202278, -80.2718917
Es visitable libremente.

## Historia
El arboreto fue fundado en 1947, por el profesor Frank J. Rimoldi y el Dr. Roy Woodbury.
En 1949 fue nombrado para profesor John C. Gifford, experto en las maderas tropicales y profesor de silvicultura tropical en la universidad de Miami.
En 1950, se creó la « Gifford Society of Tropical Botany  »  para promover el estudio de las plantas tropicales, y el arboreto alcanzó más de 500 plantas.
La residente de Coral Gables Kathryn Gaubatz ha sido una fuerza activa dentro de la comunidad, y actualmente está trabajando para preservar y proteger el "John C. Gifford Arboretum" de posibles agresiones de desarrollos urbanísticos futuros. 
En 2005, la Comisión de la Ciudad de Coral Gables votó a favor de aprobar la construcción de una carretera en el campus de Coral Gables. El razonamiento para esta votación era para aliviar el tráfico fuera de San Amaro Drive, US-1, y Granada Boulevard, las tres calles principales que rodean el 260 acres (1,1 km²) del campus y por lo tanto manejan la gran mayoría de tráfico de vehículos entrando y saliendo de la Universidad de Miami.
El « Coral Gables Planning Department » (Departamento de Planificación de Coral Gables)   revisará y editará cualquier propuesta de proyecto para la carretera sugerida por el campus de Coral Gables UM. Se tomarán en consideración tanto el diseño general como el impacto en el tráfico y luego se proponfrá a la Comisión de la Ciudad de Coral Gables para votación final y aprobación. 
Tanto en el 2007 como en 2008 y 2009, no se presentaron a la Gerencia de Urbanismo de Coral Gables ni planes, ni propuestas para la carretera. Citando el cese de todos los proyectos de construcción de la Universidad, la carretera propuesta a través de la Universidad de Coral Gables el campus de Miami ha sido pospuesto indefinidamente y no es un tema de conversación en la comunidad de Coral Gables.

## Colecciones
Entre sus más de 1300 especies de plantas existentes en 2008, se incluyen,
Acacia macrantha, Acalypha wilkesiana, Adansonia digitata, Alstonia macrophylla, Alvaradoa amorphoides, Amyris elemifera, Ardisia escallonioides, Averrhoa bilimbi, Averrhoa carambola, Adansonia,  Bougainvillea buttiana Bougainvillea glabra, Bougainvillea peruviana, Bougainvillea spectabilis, Bourreria ovata, Bursera simaruba, Caesalpinia pulcherrima, Cinnamomum zeylanicum, Cinnamomum camphora, Cassia fistula, Ceiba aesculifolia, Ceiba pentandra, Ceiba trichistandra, Chorisia speciosa, Chrysophyllum oliviforme, Citrus medica, Citrus reticulata, Citrus latifolia, Clerodendrum indicum, Cordia abyssinica, Cordia africana, Cordia alliodora,  Cordia boisseri, Cordia buddeloides, Cordia collococca,  Cordia crenata, Cordia croatii, Cordia cymosa, Eucalyptus deglupta, Eugenia uniflora, Ficus altissima, Ficus americana, Ficus aurea, Ficus benghalensis, Guaiacum sanctum, Guapira discolor, Hamelia patens, Harpullia arborea, Hedychium coronarium, Ipomoea carnea, Jacaranda acutifolia, Jacaranda arborea, Ocotea coriacea, Pachira aquatica, Parmentiera cereifera, Pimenta dioica, Pithecellobium keyense, Pseudobombax ellipticum, Psychotria punctata, Pterospermum acerifolium, Russelia sarmentosa, Sophora microphylla, Sophora secundiflora, Strelitzia nicolai, Swietenia mahagoni, Tamarindus indica, Theobroma cacao, Triplaris cumingiana, Xylosma crenata, Xylosma flexuosa, Xylosma hawaiiensis, Zanthoxylum fagara, y Zizyphus mauritiana.